# Ніве-Пекела
Ніве-Пекела (нід. Nieuwe Pekela) — село в нідерландській провінції Гронінген. Мало статус окремого муніципалітету до 1990 року, коли об'єдналося з Ауде-Пекела з утовренням нового муніципалітету Пекела.
Його площа становить 11,27км², а населення станом на 2021 рік складало 3 855 осіб.

## Історія
У 1590-х роках була заснована Фризька компанія для розробки торфу в цій місцевості. У 1599 році підняте болото навколо річки Пекель А було викуплене і розділене на 101 ділянку. Вздовж річки були побудовані будинки для робітників. У 1635 році воно стало частиною Гронінгерських торф'яних колоній і перебувало під контролем міста Гронінген як колонія. У 1704 році лінійне поселення було розділене на Oude Pekela (Старе) і Nieuwe Pekela (Нове), оскільки була побудована друга голландська реформатська церква.
У 1801 році всі міста і села повинні були управлятися муніципалітетом, і торф'яна колонія припинила своє існування. У 1808 році в Ньове Пекела проживало 3299 осіб. У 1810 році, після того, як Наполеон анексував Батавську республіку, Ньове Пекела стало окремою комуною, а наступного року було призначено мера.
У 1877 році Пекела А була продовжена до Стадсканалу і перестала бути тупиковою. Частина річки від Oude Pekela до Stadskanaal пізніше була перейменована на Pekelderdiep.
Нова Пекела була окремим муніципалітетом до 1990 року, коли вона об'єдналася з Оуде Пекела, утворивши новий муніципалітет Пекела.

## Галерея

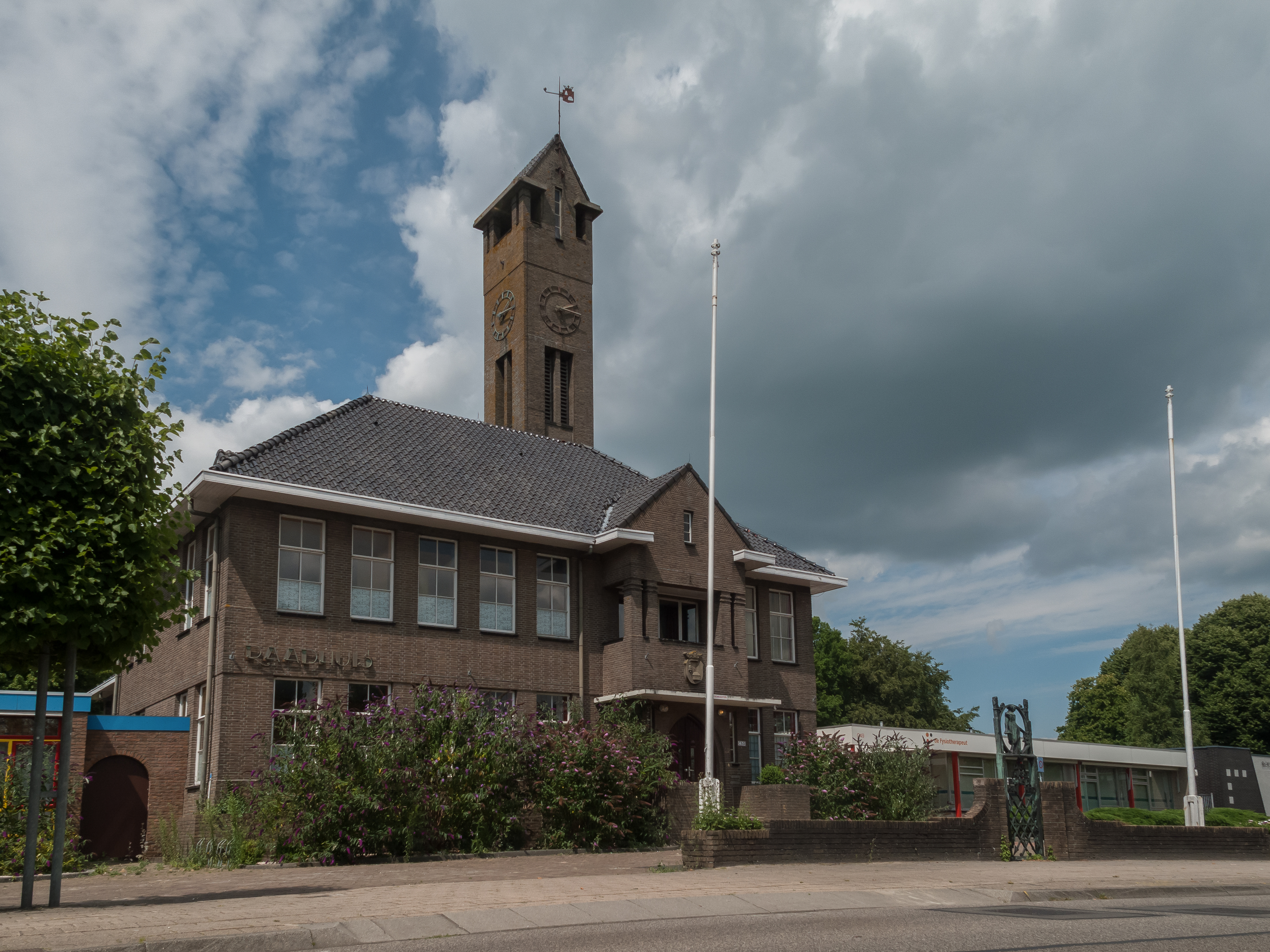
Будівля колишньої мерії
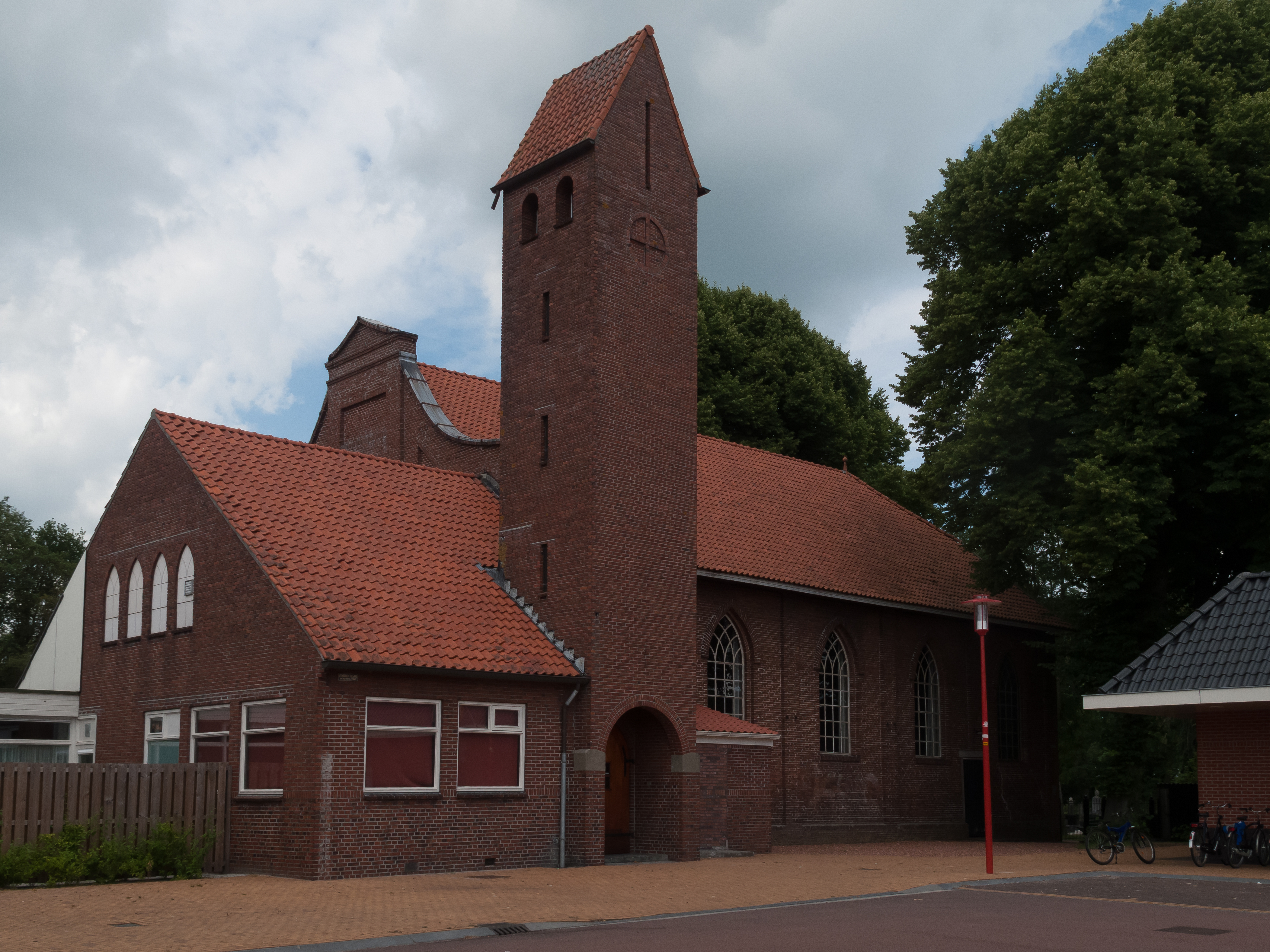
Реформистська церква
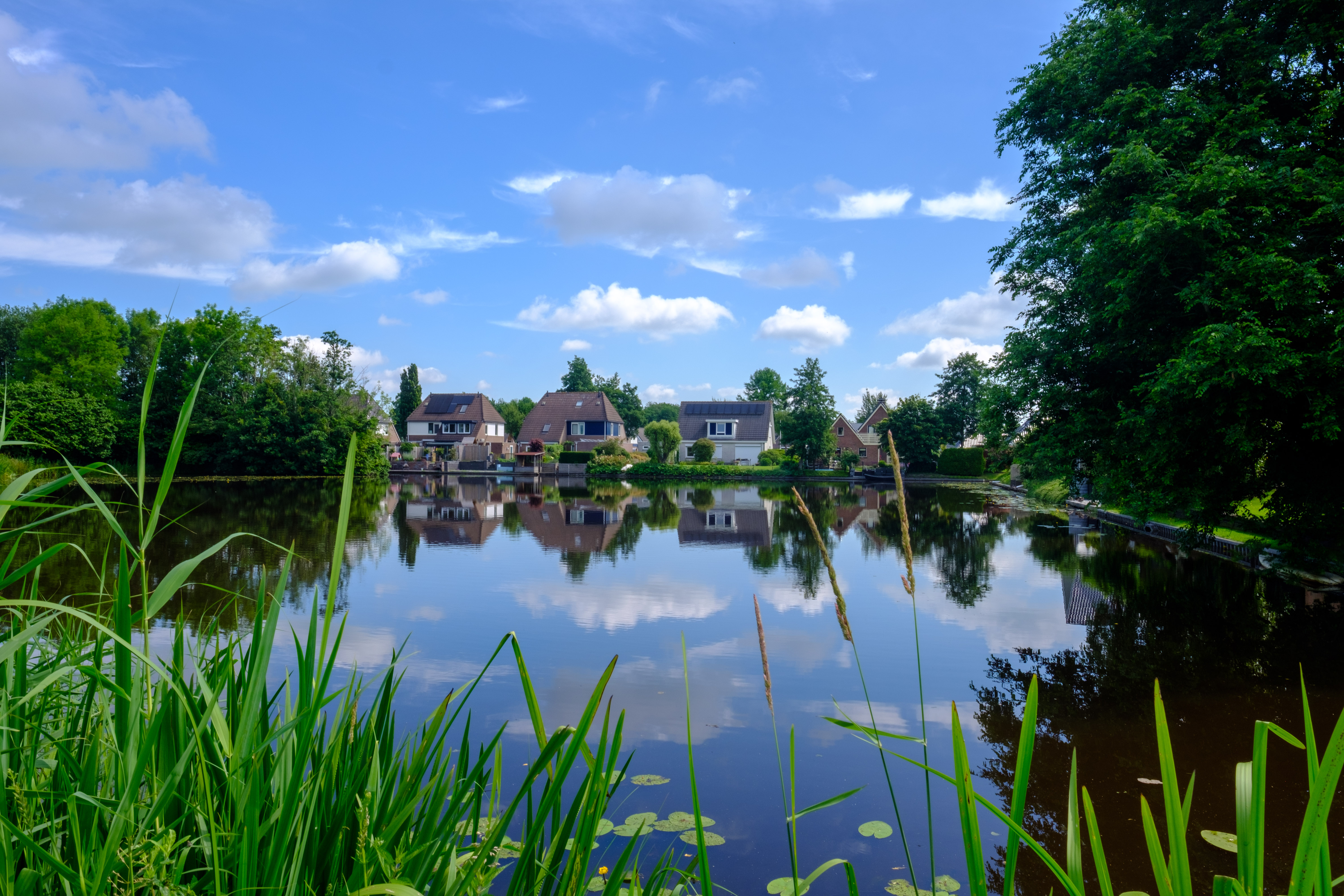
Озеро і сільська забудова
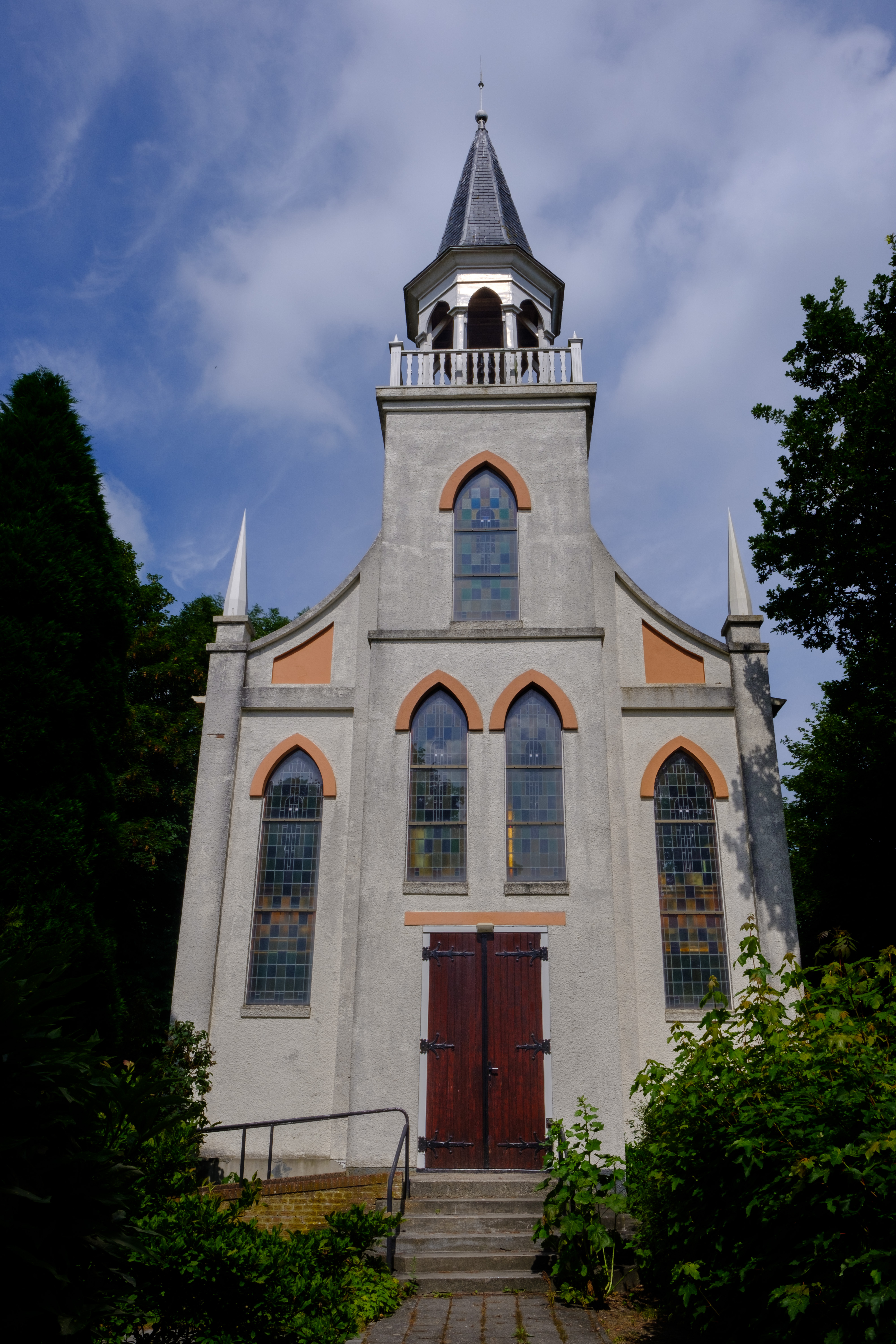
Лютеранська церква